# Polydema hormophora
Polydema hormophora är en fjärilsart som först beskrevs av Edward Meyrick 1912.  Polydema hormophora ingår i släktet Polydema och familjen styltmalar. Inga underarter finns listade i Catalogue of Life.